# Angarekhanahalli, Turuvekere
Angarekhanahalli là một làng thuộc tehsil Turuvekere, huyện Tumkur, bang Karnataka, Ấn Độ.